# Старостинский округ

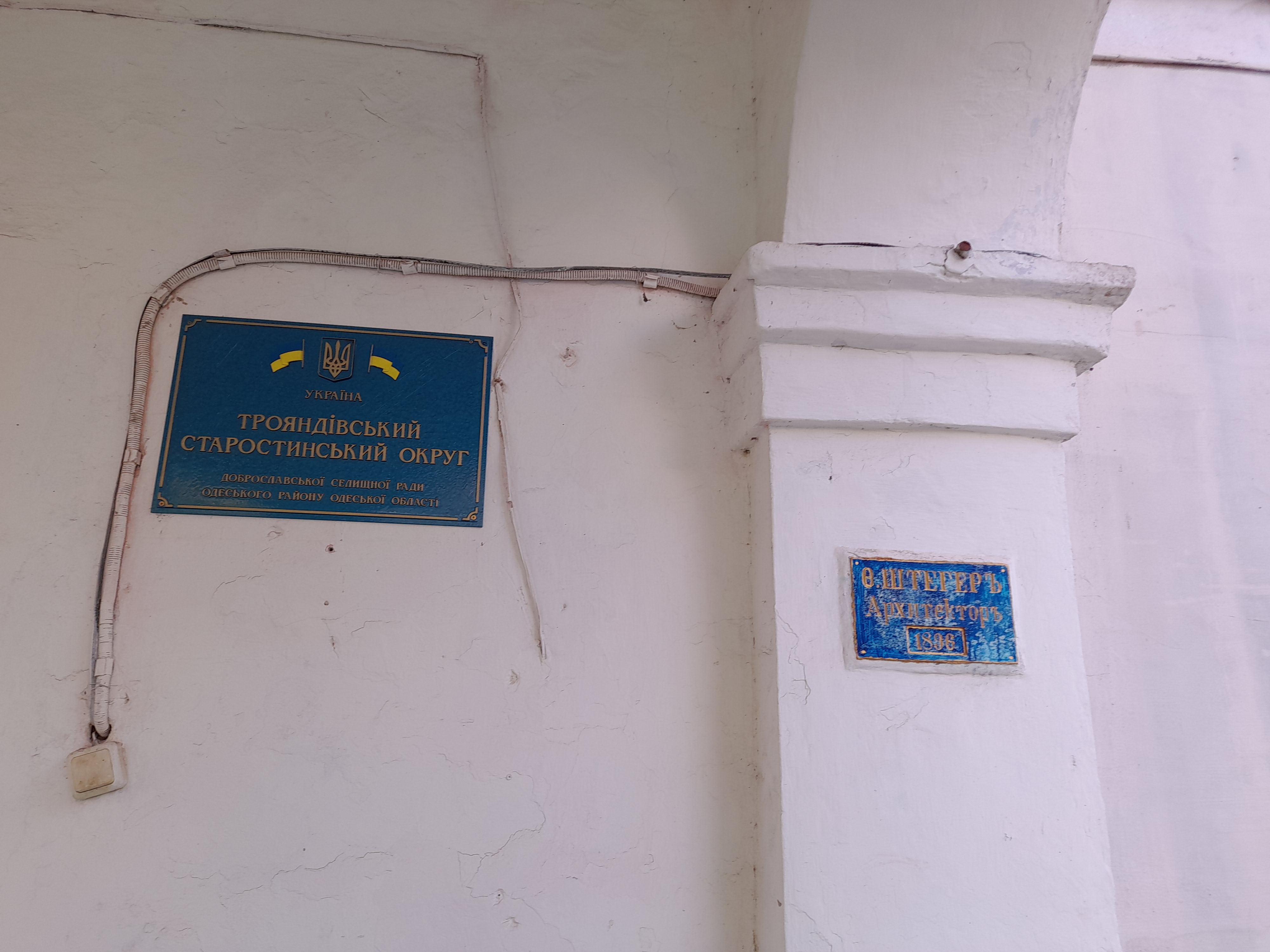
Табличка на админпостройке старостинского округа

Старостинский округ (укр. Старости́нський о́круг) — часть территории общины Украины, на которой расположены один или несколько населённых пунктов (сел, посёлков и городов), кроме административного центра территориального общества, определённым сельским, поселковым, городским советом с целью обеспечения представительства интересов жителей такого населённого пункта (населённых пунктов) старостой.
Впервые термин старостинский округ появился в законодательстве Украины в феврале 2017 года в рамках реформы децентрализации с внесением изменений в Закон Украины «О местном самоуправлении на Украине» и применялся только к объединенным территориальным общинам. На 2023 год в Украине насчитывается 7567 старостистинских округов, сформированных местными советами.

## Образование, ликвидация и смена территории
Образование старостинского округа – это формирование части территории, где проживает не менее 500 жителей, являющихся составной частью территориальной общины с совокупностью жителей одного или нескольких населенных пунктов (кроме административного центра территориального общества), которая требует обеспечения представительства своих интересов старостой в исполнительных органах соответствующего совета. При создании старостинских округов учитываются исторические, природные, этнические, культурные и другие факторы, влияющие на социально-экономическое развитие таких старинских округов и соответствующего территориального общества.
Относительно порядка формирования, ликвидации и изменения старостинских округов в Законе существует предписание, которое определило, что образование старостинских округов относится к вопросам, решаемым исключительно на пленарных заседаниях сельского, поселкового, городского совета территориального общества, которое на пленарном заседании принимает соответствующее решение большинством голосов. Это означает, что совет территориальной общины, образуя старинские округа, имеет право:
- определять количество старостинских округов, руководствуясь не нормами действующего законодательства, а по своему усмотрению;
- переносить населенные пункты из одного старостинского округа в другой, обеспечивая при этом более или менее равномерное распределение количества жителей по каждому из таких округов.

В целях образования, ликвидации, изменения территории старостинских округов право вносить обоснованные предложения имеют городской голова, секретарь городского совета, депутаты городского совета, постоянные комиссии городского совета, исполнительный комитет городского совета, общее собрание граждан.
В отдельных случаях, таких как досрочное прекращение полномочий старосты, смерть старосты и других оснований, количество старостинских округов и/или их территория могут изменяться во время текущего созыва совета.
- наименование старостинских округов и их центров (наименование старостинского округа может производиться от наименования населенного пункта, определенного его условным центром).
- список населенных пунктов, входящих в состав каждого старостинского округа;
- адреса административных зданий, где находятся рабочие места старост.

Смена территории старостинских округов – формирование части территории происходит через:
- увеличение их количества путем разделения некоторых старостинских округов;
- уменьшение их количества путем объединения некоторых старостинских округов;
- перенос населенных пунктов из одного старостинского округа в другой без увеличения или уменьшения числа самих округов.

В отдельных случаях, таких как досрочное прекращение полномочий старосты, смерть старосты и других оснований, количество старостинских округов и/или их территория могут изменяться во время текущего созыва совета.

### Ликвидация
Ликвидация старостинского округа – полное прекращение старостинского округа и исключение его из нормативных документов совета. Число старостинских округов или их территория могут меняться советом нового созыва до утверждения на должность старост.

## Количество и типы старостатов
Согласно мониторингу Министерства развития общин, территорий и инфраструктуры Украины по реализации реформы местного самоуправления и территориальной организации власти в Украине по состоянию на 01 октября 2023 года, в составе территориальных общин по всей Украине было выделено всего 7567 старостинских округов, хотя старост местными советами было утверждено только 7482.
Приблизительно 10 % старостинских округов имеет численность населения до 500 человек, 62 % от 500 до 1500 человек, 22 % от 1500 до 3000 человек и 7 % свыше 3000 человек.
На ноябрь 2023 года в Украине существуют только сельские и поселковые старостинские округа, однако во Львовской городской общине планируют образовать Винниковский и Дублянский старостинские округа, административные центры которых будут иметь статус города.
Несмотря на то, что в административных центрах территориальных общин старостинские округа предписано не создавать, имеются исключения. Так, в Мариупольской городской общине из девяти созданных старостинских округов лишь два целиком (Бердянский и Покровский) и один частично (Старо-Крымский) расположены в пригородных населённых пунктах, а остальные — в черте города (причём в три старостинских округа — Волонтёровский, Мирненский и Южный — кроме территорий частного сектора включены и микрорайоны многоэтажной застройки).

## Староста
Староста утверждается советом общины на срок полномочий по предложению соответствующего сельского, поселкового, городского головы общины, вносимого по результатам общественного обсуждения (общественных слушаний, собраний граждан, других форм консультаций с общественностью), проведенного в пределах соответствующего старостинского округа.
Кандидатура старосты вносится на общественное обсуждение (общественные слушания, собрания граждан, другие формы консультаций с общественностью) сельским, поселковым, городским головой и считается согласованной с жителями соответствующего старостинского округа, если в результате общественного обсуждения (общественных слушаний, собраний граждан, других форм консультаций с получила такую поддержку в старостинском округе:
- с количеством жителей до 1500 — более 20 процентов голосов жителей от общего числа жителей соответствующего старостинского округа, являющихся гражданами Украины и имеющих право голоса на выборах;
- с количеством жителей от 1500 до 10 тысяч — более 17 процентов голосов;
- с количеством жителей от 10 тысяч до 20 тысяч — более 14 процентов голосов;
- с количеством жителей от 20 тысяч до 30 тысяч — более 10 процентов голосов;
- с количеством жителей более 30 тысяч — более 7 процентов голосов жителей от общего числа жителей соответствующего старостинского округа, являющихся гражданами Украины и имеющих право голоса на выборах.

Кандидатура старосты соответствующего старостинского округа, не поддержанная сельским, поселковым, городским советом, не может быть повторно внесена для утверждения в этом старостинском округе в течение текущего созыва соответствующего сельского, поселкового, городского совета.
Староста работает на постоянной основе в аппарате соответствующего совета и его исполнительного комитета, а в случае избрания членом этого исполнительного комитета — в исполнительном комитете совета.